# اوربانیوشفا
اوربانیوشفا (به مجاری: Orbányosfa) یک منطقهٔ مسکونی در مجارستان است که در زالا واقع شده‌است.